# Groeven (DNA)

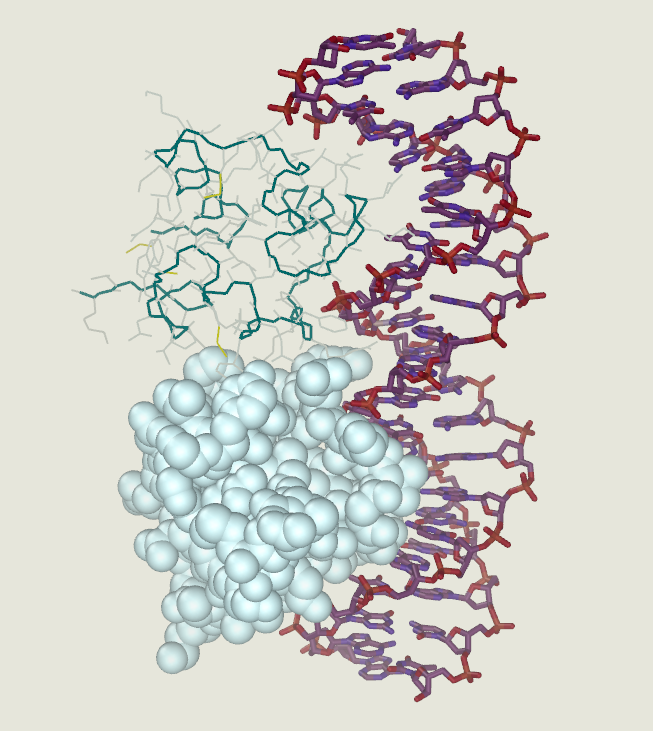
Het Cro-eiwit, een repressor, bindt zich in de brede groeve van het DNA

Over het oppervlak van de dubbelstrengse DNA-helix lopen twee soorten inkepingen, de brede groeve en de smalle groeve. In Engelstalige literatuur spreekt men respectievelijk van de major groove en de minor groove. De brede groeve is 12 ångström breed, en de smalle groeve 6 ångström. De groeven zijn van verschillende diepte omdat de nucleotideketens van het DNA niet precies symmetrisch om elkaar heen draaien.
De groeven zijn biologisch relevant. In de groeven kunnen DNA-bindende eiwitten, zoals transcriptiefactoren of endonucleases, contact maken met de stikstofbasen. Eiwitten die als taak hebben om bepaalde nucleotidesequenties te herkennen, kunnen via een groeve aan het DNA vasthechten. Aan de randen van de groeve bevinden zich namelijk patronen van waterstofbrug-vormende groepen die specifiek zijn voor bepaalde sequenties. Op deze manier is het mogelijk dat de sequentie-informatie van het DNA door eiwitten herkend en afgelezen wordt zonder dat het nodig is de helix te openen. Dit gegeven is belangrijk voor het mechanisme waarmee DNA-replicatie en transcriptie worden gereguleerd.

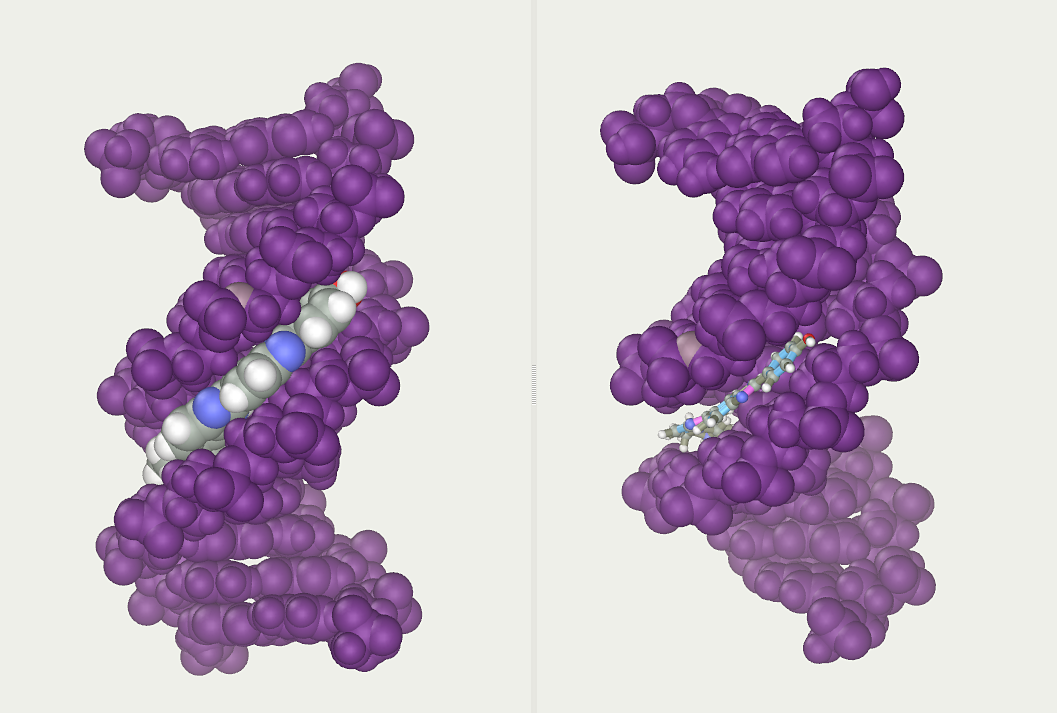
In de smalle groeve bindt de Hoechst-kleurstof, een verbinding die specifiek aan het DNA bindt

De brede groeve is ruim genoeg om alfa-helices en andere structuurelementen van eiwitten te accommoderen. De meeste eiwitten die DNA binden doen dit dan ook in de brede groeve. Sommige eiwitten kunnen na binding in deze groeve de DNA-helix behoorlijk deformeren (uit vorm brengen). Het TATA-bindende eiwit (TBP) maakt bijvoorbeeld een knik in de helix en verwijdt daarbij de smalle groeve. Deze conformatie is van belang bij het op gang brengen van het transcriptieproces.